# Adam DeVine
Adam Patrick DeVine (Waterloo, 7 november 1983) is een Amerikaans acteur, komiek, zanger, tekstschrijver en stemacteur. Hij speelt onder meer Adam in de televisieserie Workaholics en Andy in Modern Family. Ook is hij bekend als Bumper in Pitch Perfect. Hij speelt ook mee in de film “Isn’t It Romantic.
Ook sprak DeVine de stem in van Barry Allen / The Flash voor de animatiefilm The Lego Batman Movie uit 2017.
- Gemeinsame Normdatei: 1084238632
- International Standard Name Identifier: 0000 0003 7953 252X
- Library of Congress Control Number: no2012092402
- MusicBrainz: 7c283224-9cfc-4663-9920-727aa7fab117
- Système universitaire de documentation: 249834847
- Virtual International Authority File: 258333955
- WorldCat: E39PBJtX3xHJ4vhyMcHpfYk7HC